# Alliance of Thieves
Alliance of Thieves (englisch für Allianz von Dieben) ist das erste Studioalbum der australischen Thrash-Metal-Band Meshiaak. Das Album erschien am 19. August 2016 über Mascot Records.

## Entstehung
Nachdem Meshiaak im März 2015 von dem niederländischen Plattenlabel Mascot Records unter Vertrag genommen worden war, begannen die Musiker mit der Arbeit an ihrem Debütalbum. Die Lieder für das Album wurden von den Gitarristen Danny Camilleri und Dean Wells geschrieben, wobei das Titellied Alliance of Thieves als erstes fertiggestellt wurde. Nachdem das Songmaterial stand, flogen Camilleri, Wells und Bassist Nick Walker nach Oakland, Kalifornien, um mit dem in San Diego lebenden Schlagzeuger Jon Dette zu proben.
Auf Vorschlag von Dean Wells nahm Schlagzeuger Jon Dette seine Parts analog auf Two-Inch-Tape auf. Dette wollte damit einen wärmeren, druckvolleren Klang erreichen. Da die Musiker in Australien kein passendes Studio fanden, wurde das Schlagzeug im JingleTown Recording Studio in Oakland aufgenommen. Das Studio gehört der Punk-Rock-Band Green Day. Dette fing erst zwei Wochen vor dem Aufnahmebeginn an, seine Parts zu üben, um ein aggressives und frisches Gefühl für die Lieder zu haben. Dettes Aufnahmen wurden später nicht quantisiert oder nachträglich am Computer bearbeitet.

„Wir wollten einfach einen großen Schlagzeugklang. Es gibt heute so viele tolle Metalalben, aber sie klingen vom Sound her alle gleich. Ich wollte diese Echtheit haben.“

Nachdem Dette das Schlagzeug eingespielt hatte, flogen die drei anderen Musiker nach Australien zurück, um im Shredville Studio in Melbourne die Aufnahmen zu beenden. Das Studio gehört Dean Wells, der auch die Produktion übernahm. Für Wells war die Produktion mit viel Stress verbunden, weil er gleichzeitig noch das neue Album Her Halo seiner Hauptband Teramaze produzierte. Neben Gitarre und der Produktion steuerte Wells noch einige Hintergrundgesänge bei. Gemischt wurde das Album von Jacob Hansen. Für die beiden Lieder Drowning, Fading, Falling und At the Edge of the World wurden Musikvideos gedreht.

## Titelliste
| 1. Chronicles of the Dead – 6:06 2. It Burns at Both Ends – 5:25 3. I Am Among You – 5:08 4. Drowning, Fading, Falling – 4:53 5. At the Edge of the World – 4:32 | 1. Last Breath Taken – 4:10 2. Maniacal – 5:44 3. Alliance of Thieves – 5:59 4. Death of an Anthem – 5:37 |

## Rezeption
Holger Stratmann vom deutschen Magazin Rock Hard beschrieb Alliance of Thieves als einen „Paukenschlag“ und als ein „explosives Gemisch, das man als Thrash-Fan 2016 gehört haben sollte“. Weiter hob er den Gitarristen Dean Wells hervor, der neben „pfiffigen Leads“ auch durch „sein Melodieverständnis aufhorchen lässt“. Allerdings kritisierte Stratmann, dass man „zuweilen das große Kino, das die Titanen dieser Musikrichtung auf ihren Frühwerken präsentierten, vermisst“. Für das „perfekt produzierte Debütalbum“ vergab Stratmann 8,5 von zehn Punkten. Erik Tweedy vom Onlinemagazin Hard Rock Haven sprach von einem „hervorragenden Debütalbum“. Die Band brauche keine Vergleiche, da sie „für sich selbst stehen mit exzellentem Songwriting, Struktur und musikalischem Können“. Auch Tweedy vergab 8,5 von zehn Punkten. Laut Audrey Gerrard vom Onlinemagazin Metal as Fuck hat das Album keinen schwachen Moment. Alliance of Thieves sei eine „meisterliche Darbietung vier unglaublich leidenschaftlicher Metalmusiker, die kollaborierten, um ein erstaunliches Album einzuspielen“. Für Gerrard könnte das Album „ein Klassiker werden“.